# Кощеников, Леонид Маркович
Леонид Маркович Кощеников (настоящее имя Наум Маркович, 31 мая 1924, Ульяновск — 1 октября 1991, Пермь) — советский режиссёр-аниматор, заслуженный работник культуры РСФСР, лауреат областных премий им. Гайдара Пермского отделения Союза журналистов, отличник телевидения и радиовещания. Автор известных пермских анимаций «Капризка», «Сказание о Кудым-Оше», «Сказ о Пере-богатыре», «Девочка и лев», «Тяп и Мика», «Как Ваня жену выбирал» и многих других.

## Биография
Родился 31 мая 1924 года в Ульяновске.
В возрасте 8 лет пошёл в среднюю школу, а будучи совершеннолетним, начал работать актёром драмы в Академическом театре им. Горького. Там же и обучался азам актёрского мастерства.
После окончания Великой Отечественной войны, Кощеников переехал в Ейск, где работал в местном драматическом театре в качестве актёра и ассистентом режиссёра. С 1947—1950 годы являлся актёром и режиссёром в Театре драмы им. Луначарского в российском городе Армавир. Позже переехал временно жить и работать в Латвию города Рига, где был актёром и ассистентом режиссёра в Государственном театре кукол ЛССР.
В 1955 году поступил в ГИТИС на театроведческий факультет. Там Кощеников отучился 10 лет, а когда окончил учёбу по данной специальности, он уже находился и работал в Перми. Очередной переезд был в 1957 году в Пермь, в этом городе он начал работать в местном театре кукол главным режиссёром и проработал там до 1960 года, после чего переходит в только открывшийся Пермский комитет по телевидению и радиовещанию. Далее работал главным режиссёром студии ТВ, а через какое то время становится кинорежиссёром. Много работал над созданием фильмов и киноочерков. С 1971 года начинает работал над анимационными фильмами и в 1972 году становится бессменным режиссёром всех пермских мультипликационных работ вплоть до своей смерти.
Ушёл из жизни 1 октября 1991 года в Перми Пермского края в возрасте 67-и лет. Захоронен на Южном кладбище .

## Работы

### Режиссёрские работы
- 1972 — «Тяп и Мика»
- 1973 — «Самый ученый заяц»
- 1974 — «Девочка и лев»
- 1975 — «Босоножка и её друзья»
- 1975 — «Как Ваня жену выбирал»
- 1975 — «Эх, ты, ТИШКА, ТИШКА!…»
- 1976 — «Будь моим слонов»
- 1977 — «Два медвежонка»
- 1979 — «Приключения Чипа»
- 1980 — «Петькины Трюки»
- 1981 — «Всем чертям назло»
- 1982 — «Потя и Потиха»
- 1983 — «Капризка»
- 1984 — «Верешок»
- 1985 — «Замочек с секретом»
- 1986 — «В стране веселой детства»
- 1987 — «Верь-не верь»
- 1988 — «Сказание о Кудым-Оше»
- 1988 — «Сказ о Пере богатыре»
- 1989 — «Про Ксюшу и Компьюшу»
- 1990 — «Факел и балерина»
- 1992 — «Щедрость»

### Режиссёр-постановщик
- 1990 — «В старом сундуке»

### Сценарист
- 1973 — «Самый ученый заяц»

### художник-постановщик
- 1975 — «Босоножка и её друзья»